# Zac Farro
Pour les articles homonymes, voir Farro (homonymie).
Zachary Wayne Farro est né le 4 juin 1990 , dans le New Jersey, à Voorhees comme son frère.  Il a joué en tant que batteur dans le groupe américain rock/punk, Paramore, en compagnie de son frère Josh Farro, qui lui était le guitariste principal.
Ses batteurs préférés, et dont il s'est inspiré sont: Dave Grohl, William Goldsmith et Riley Breckenridge.
Zac joue de la batterie depuis ses 9 ans. Il sait également jouer un peu de guitare, mais aimerait apprendre le piano. Il a également chanté une chanson nommée "kings".
Il a quitté Paramore avec son frère, Josh Farro, en décembre 2010 pour malentendu avec le reste du groupe.
Aujourd'hui, il joue dans un groupe appelé "HalfNoise" dont le premier album était en préparation, et est sorti en 2014.
Un premier clip vidéo "Mountain" tiré de l'album est déjà disponible.
Le 2 février 2017, Paramore annonce que Zac rejoint le groupe à nouveau, en tant que membre officiel, à la batterie